# Ночано
Ночано (итал. Nocciano) је насеље у Италији у округу Пескара, региону Абруцо.
Према процени из 2011. у насељу је живело 470 становника. Насеље се налази на надморској висини од 293 м.

## Становништво
Према резултатима пописа становништва 2011. у општини је живело 1.800 становника.
| 1931. | 1936. | 1951. | 1961. | 1971. | 1981. | 1991. | 2001. | 2011. |
| ----- | ----- | ----- | ----- | ----- | ----- | ----- | ----- | ----- |
| 1.991 | 2.138 | 2.171 | 1.931 | 1.350 | 1.507 | 1.936 | 1.676 | 1.800 |